# I. liga žen 2015/2016
I. ligy žen se v sezóně 2015/16 zúčastnilo 8 klubů. Vítězem se stal klub SK Slavia Praha, který vyhrál i základní část. Do druhé ligy sestoupil tým SK DFO Pardubice.

## Herní systém
Základní část se odehrála systémem každý s každým doma a venku. Po odehrání základní části došlo k rozdělení týmů do dvou skupin. Týmy na 1.–4. místě hrály ve skupině o titul, poslední čtyři týmy hráli o záchranu.

## Tabulka základní části
| Poř. | Klub               | Zápasy | Výhry | Remízy | Prohry | Skóre | Body |
| ---- | ------------------ | ------ | ----- | ------ | ------ | ----- | ---- |
| 1.   | SK Slavia Praha    | 14     | 13    | 0      | 1      | 78:8  | 39   |
| 2.   | AC Sparta Praha    | 14     | 13    | 0      | 1      | 95:10 | 39   |
| 3.   | 1. FC Slovácko     | 14     | 9     | 1      | 4      | 55:17 | 28   |
| 4.   | FK Bohemians Praha | 14     | 7     | 2      | 5      | 28:42 | 23   |
| 5.   | FK Dukla Praha     | 14     | 4     | 1      | 9      | 17:56 | 13   |
| 6.   | FC Slovan Liberec  | 14     | 3     | 2      | 9      | 21:59 | 11   |
| 7.   | FC Viktoria Plzeň  | 14     | 3     | 0      | 11     | 17:47 | 9    |
| 8.   | SK DFO Pardubice   | 14     | 1     | 0      | 13     | 2:74  | 3    |

## Tabulky nadstavbových skupin

### Tabulka skupiny o titul
| Poř. | Klub               | Zápasy | Výhry | Remízy | Prohry | Skóre  | Body |
| ---- | ------------------ | ------ | ----- | ------ | ------ | ------ | ---- |
| 1.   | SK Slavia Praha    | 6      | 5     | 1      | 0      | 98:12  | 36   |
| 2.   | AC Sparta Praha    | 6      | 3     | 2      | 1      | 109:18 | 31   |
| 3.   | 1. FC Slovácko     | 6      | 1     | 2      | 3      | 66:30  | 19   |
| 4.   | FK Bohemians Praha | 6      | 0     | 1      | 5      | 31:65  | 13   |

### Tabulka skupiny o záchranu
| Poř. | Klub              | Zápasy | Výhry | Remízy | Prohry | Skóre | Body |
| ---- | ----------------- | ------ | ----- | ------ | ------ | ----- | ---- |
| 1.   | FK Dukla Praha    | 6      | 4     | 1      | 1      | 32:62 | 20   |
| 2.   | FC Viktoria Plzeň | 6      | 3     | 2      | 1      | 29:51 | 16   |
| 3.   | FC Slovan Liberec | 6      | 1     | 3      | 2      | 30:74 | 12   |
| 4.   | SK DFO Pardubice  | 6      | 0     | 2      | 4      | 7:91  | 4    |

## Nejlepší hráčky

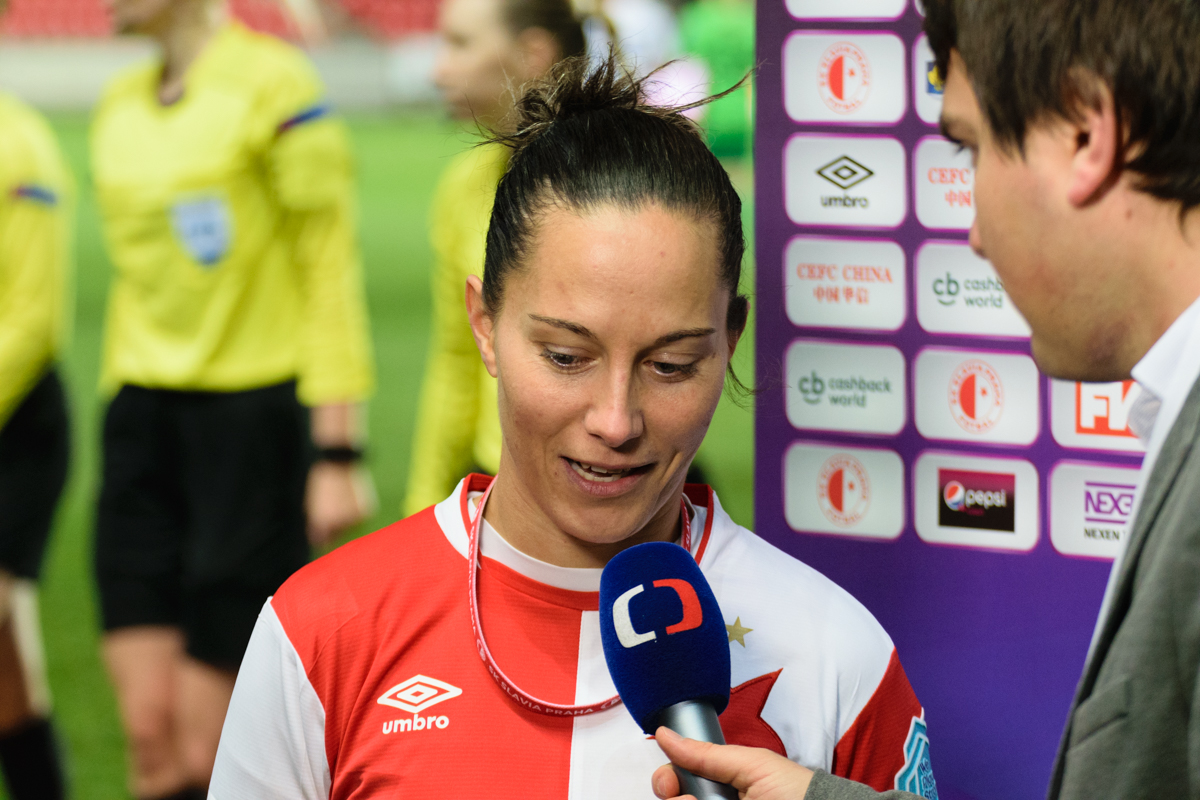
Nejlepší střelkyně ročníku 2015/2016 – Petra Divišová

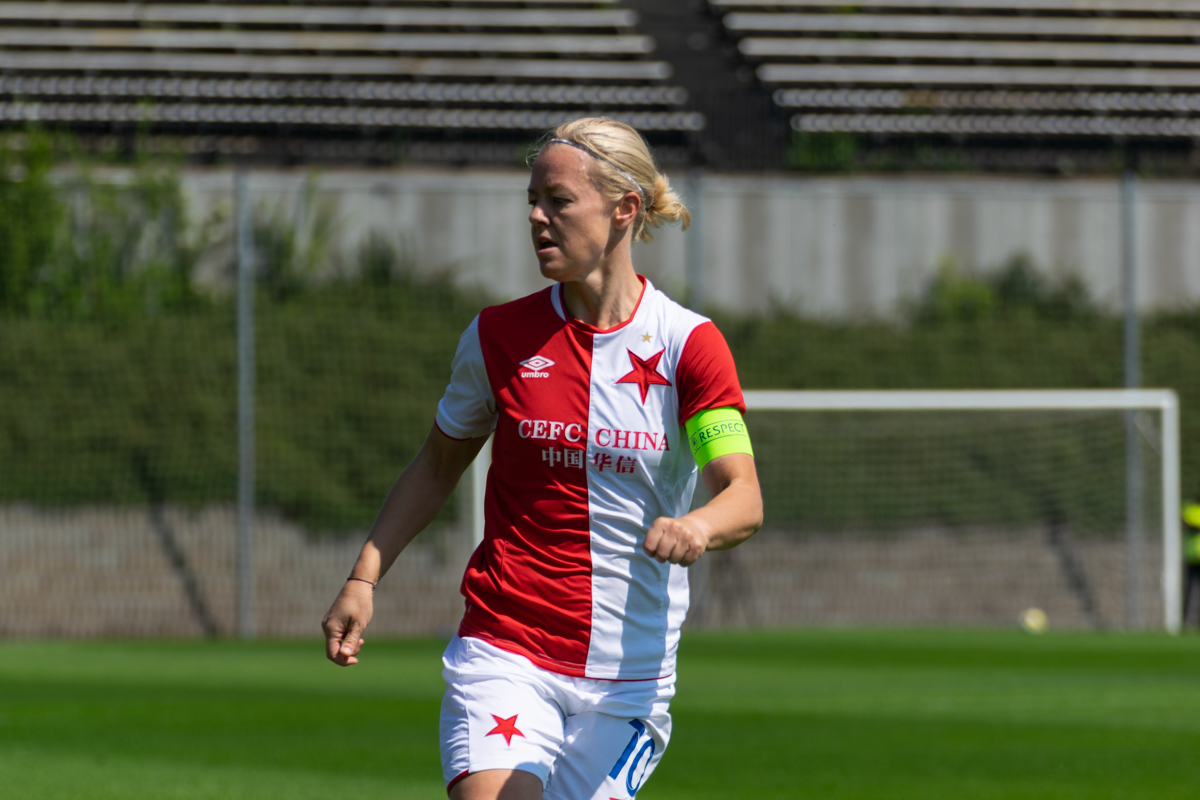
Osobnost ligy ročníku 2015/2016 – Blanka Pěničková

### Nejlepší střelkyně
| Hráčka            | Klub            | Góly |
| ----------------- | --------------- | ---- |
| Petra Divišová    | SK Slavia Praha | 27   |
| Tereza Kožárová   | SK Slavia Praha | 24   |
| Lucie Martínková  | AC Sparta Praha | 22   |
| Irena Martínková  | AC Sparta Praha | 16   |
| Kateřina Svitková | SK Slavia Praha | 14   |
| Klaudia Fabová    | 1. FC Slovácko  | 13   |

### Nejlepší brankářky
| Hráčka              | Klub              | Čistá konta |
| ------------------- | ----------------- | ----------- |
| Sára Vršatová       | AC Sparta Praha   | 7           |
| Barbora Sladká      | SK Slavia Praha   | 6           |
| Lenka Dolejšová     | FK Dukla Praha    | 6           |
| Michaela Radová     | FC Viktoria Plzeň | 5           |
| Alexandra Vaníčková | AC Sparta Praha   | 4           |
| Barbora Votíková    | SK Slavia Praha   | 4           |
| Ivana Pižlová       | FC Slovan Liberec | 4           |

### Osobnost ligy
Osobností ligy v hlasování kapitánek a trenérů prvoligových týmů byla zvolena Blanka Pěničková ze Slavie.